# Episodi di Les Mystères de l'amour (settima stagione)
La settima stagione della serie televisiva Les Mystères de l'amour è andata in onda in Francia dal 31 agosto 2014 al 30 novembre 2014 sul canale Telemontecarlo.
In Italia è inedita.
| nº | Titolo originale          | Titolo italiano | Prima TV Francia  | Prima TV Italia |
| -- | ------------------------- | --------------- | ----------------- | --------------- |
| 1  | Des rires et des flammes  |                 | 31 agosto 2014    |                 |
| 2  | L'impossible choix        |                 | 6 settembre 2014  |                 |
| 3  | Scandale !                |                 | 7 settembre 2014  |                 |
| 4  | Pièges et sentiments !    |                 | 13 settembre 2014 |                 |
| 5  | Les fruits du mensonge    |                 | 14 settembre 2014 |                 |
| 6  | Méprises et surprises     |                 | 20 settembre 2014 |                 |
| 7  | Pris aux pièges           |                 | 21 settembre 2014 |                 |
| 8  | Fuite                     |                 | 27 settembre 2014 |                 |
| 9  | Aveux                     |                 | 28 settembre 2014 |                 |
| 10 | Baisers donnés            |                 | 4 ottobre 2014    |                 |
| 11 | Couples et mensonges      |                 | 5 ottobre 2014    |                 |
| 12 | Déceptions                |                 | 11 ottobre 2014   |                 |
| 13 | Preuves et épreuves       |                 | 12 ottobre 2014   |                 |
| 14 | Enquête de vérité         |                 | 18 ottobre 2014   |                 |
| 15 | Le baiser de Cendrillon   |                 | 19 ottobre 2014   |                 |
| 16 | L'arme du crime           |                 | 25 ottobre 2014   |                 |
| 17 | Dîner surprise            |                 | 26 ottobre 2014   |                 |
| 18 | Retours et détours        |                 | 1 novembre 2014   |                 |
| 19 | Démasqué !                |                 | 2 novembre 2014   |                 |
| 20 | Terrible surprise         |                 | 8 novembre 2014   |                 |
| 21 | Disparition inquiétante   |                 | 9 novembre 2014   |                 |
| 22 | Le grand nettoyage        |                 | 15 novembre 2014  |                 |
| 23 | Méprises                  |                 | 16 novembre 2014  |                 |
| 24 | Explosion                 |                 | 22 novembre 2014  |                 |
| 25 | Différences destructrices |                 | 23 novembre 2014  |                 |
| 26 | Éclaircies                |                 | 29 novembre 2014  |                 |
| 27 | Vérités explosives        |                 | 30 novembre 2014  |                 |